# Graskers
Graskers (Lepidium graminifolium) behoort tot de kruisbloemenfamilie (Brassicaceae). De soort staat op de Nederlandse Rode Lijst van planten als zeer zeldzaam en stabiel of iets toegenomen. Het is een tweeslachtige vaste plant die voornamelijk voorkomt in Zuid-Europa.
De ijle plant wordt 40-80 cm hoog. Op een penwortel groeit een rozet van liervormige behaarde wortelbladen en een zich veelvuldig vertakkende stengel. Aanwezige stengelbladen zijn lijn- of spatelvormig en hebben meestal een gave bladrand. De bloeiwijze vormt een langgerekte tros met 2,5-4 mm lange vruchten die aan de top afgerond zijn. De plant bloeit van juni tot oktober.
Graskers komt in Nederland uitsluitend voor in zonnige, open en natte ruigten langs de oevers van Waal en Rijn. In Vlaanderen en Wallonië is de plant afwezig.

## Afbeeldingen

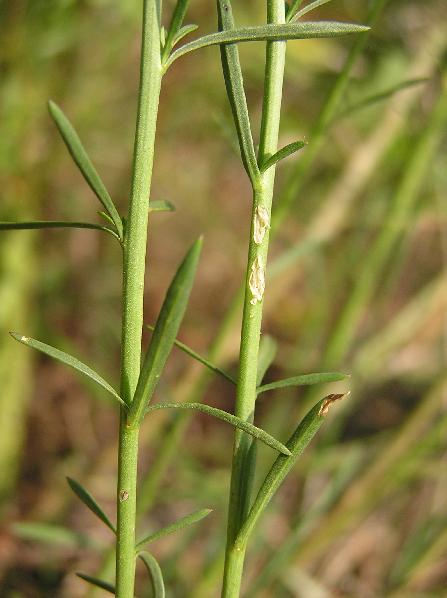
Stengelblad van graskers

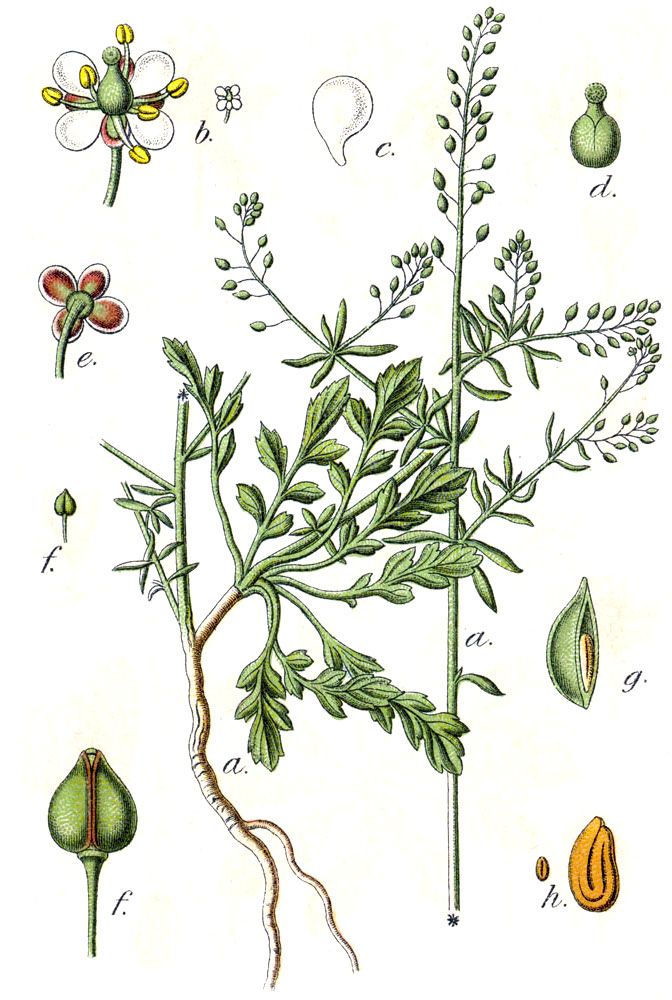
Botanische tekening

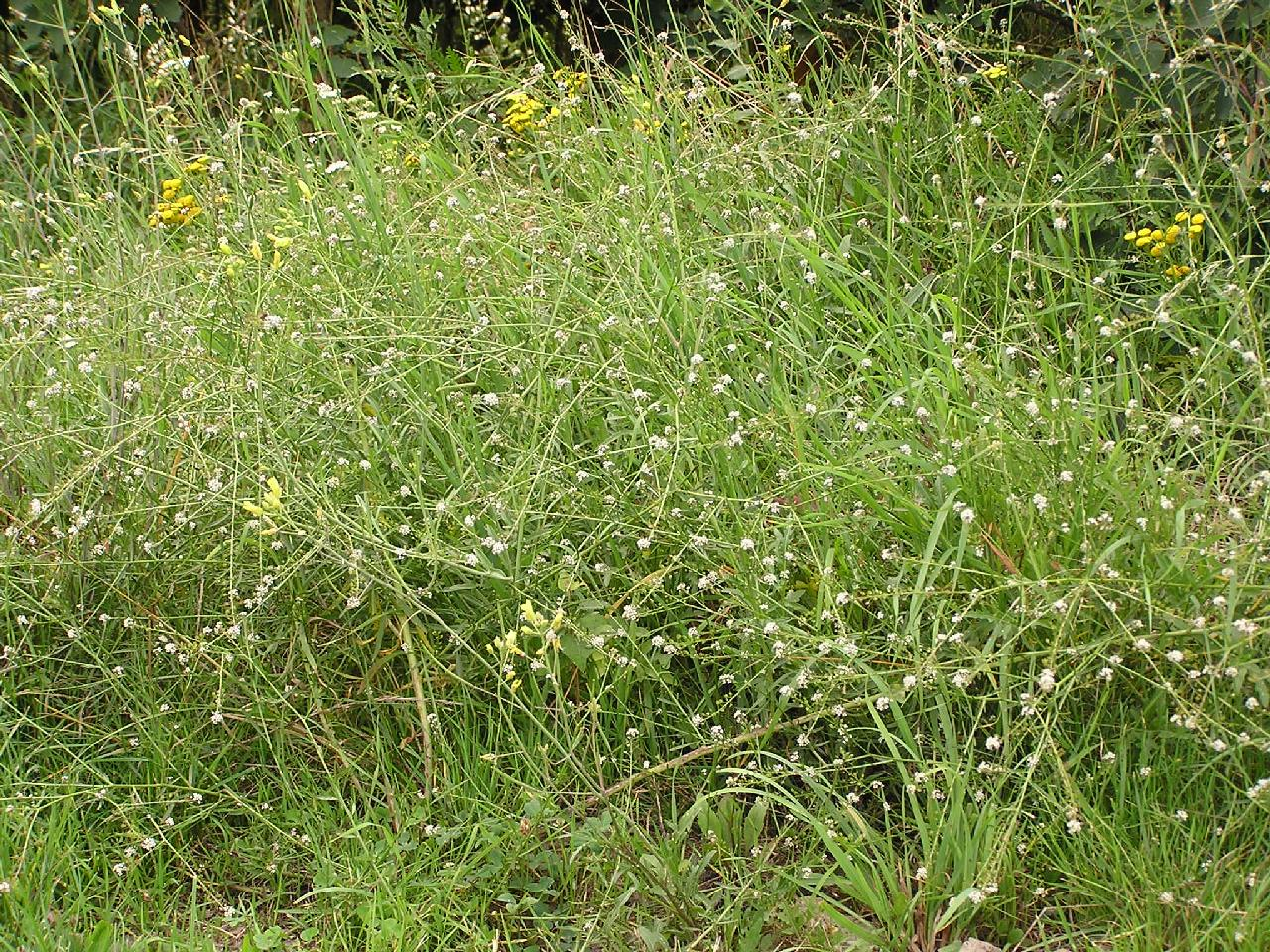
Bloeiende planten

## Namen in andere talen
- Engels: Grassleaf pepperweed, Grass-leaf Pepperwort, Tall pepperwort
- Frans: Cresson vivace, naston, nasitort